# Dusableau-Plan

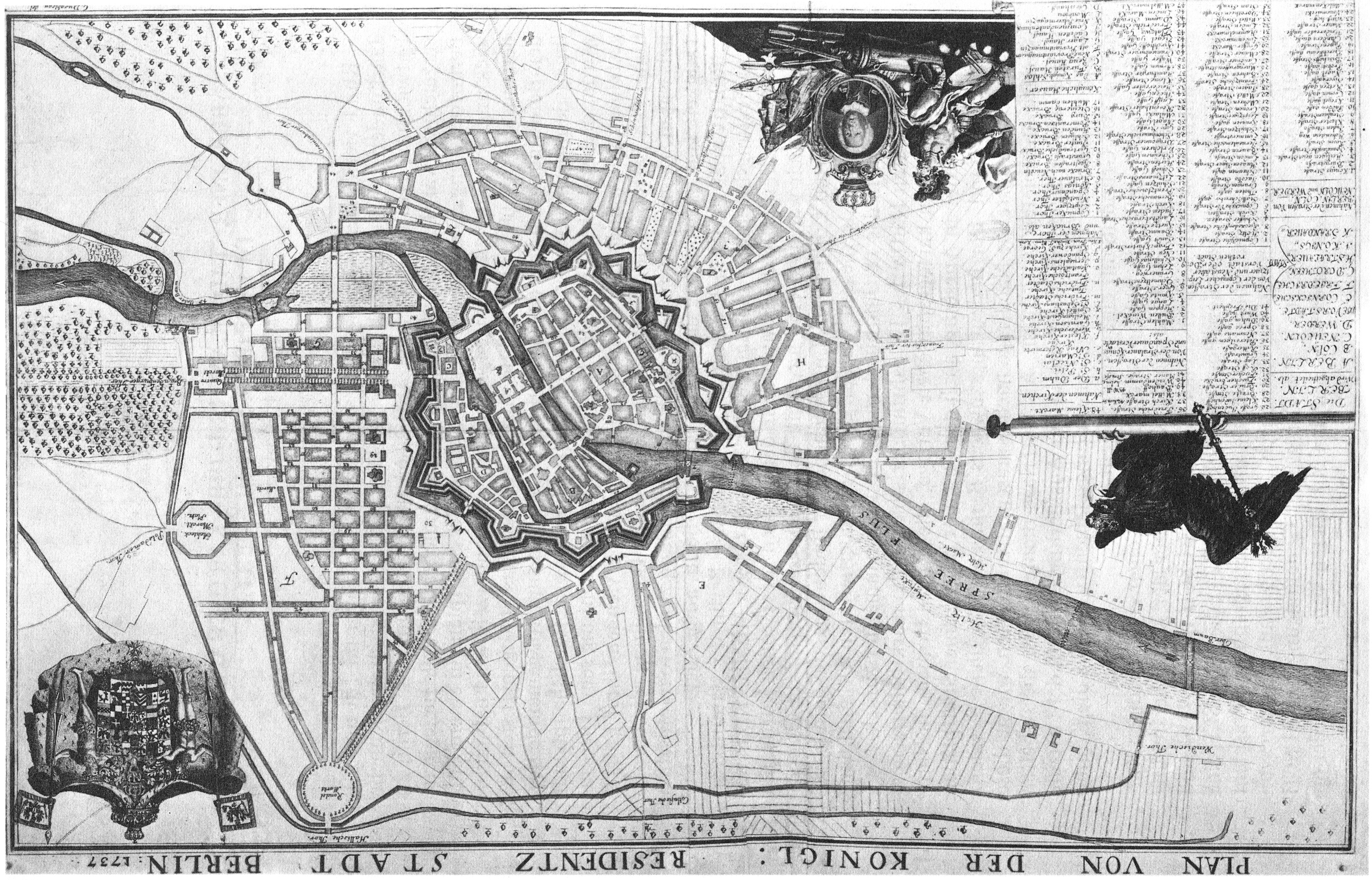
Plan von 1737

Der Dusableau-Plan ist ein Grundrissplan von Berlin von 1723 und 1737 nach einer Vorlage von Abraham Guibert Dusableau.

## Beschreibung
Über die Entstehungsumstände der Pläne sind keine Nachrichten überliefert. Abraham Guibert Dusableau war ein preußischer „Feldmesser“ und Oberstleutnant, der 1723 starb.
Nach seiner Vorlage schuf der Kupferstecher Georg Paul Busch 1723 einen Kupferstich. 1737 wurde eine aktualisierte Fassung veröffentlicht.
Der erste Dusableau-Plan von 1723 zeigt die neue vereinte Residenzstadt Berlin (1710 gebildet aus Berlin, Cölln, Friedrichswerder, Dorotheenstadt und Friedrichstadt) zur Zeit kurz nach dem Tod von König Friedrich I. 1713.
Er ist der erste reine Grundrissplan von Berlin. In ihm sind viele Straßen mit Namen eingezeichnet, bei einigen als erste bekannte Erwähnung, außerdem viele bedeutende Gebäude der Stadt.
Die Fassung von 1737 enthält bereits die 1734 erweiterte Friedrichstadt sowie viele weitere Einzelheiten, außerdem ein Verzeichnis mit 130 Straßennamen, auch der Vorstädte.
Beide Pläne bieten detaillierte Kenntnisse über den baulichen Zustand der Stadt im jeweiligen Zeitraum, sie werden deshalb in der Stadtgeschichtsforschung öfter genutzt. Der Plan von 1737 diente auch als Vorlage für die Pläne von Johann Friedrich Walther (1737), Matthäus Seutter  Seitter und Johann David Schleuen.
Die Karten sind nach Süden ausgerichtet, unten ist also Norden.